# Gustav Nachtigal
Pour les articles homonymes, voir Nachtigal.
 (novembre 2008).
Si vous disposez d'ouvrages ou d'articles de référence ou si vous connaissez des sites web de qualité traitant du thème abordé ici, merci de compléter l'article en donnant les références utiles à sa vérifiabilité et en les liant à la section « Notes et références ».
Gustav Nachtigal est un explorateur allemand, né le 23 février 1834 à Eichstedt et mort en mer le 20 avril 1885.

## Biographie
Après des études de médecine dans les universités de Halle, Wurtzbourg et Greifswald. En 1854, il devient membre du Corps Palaiomarchia (de) et reçoit plus tard le ruban du Corps Nassovia Würzburg (1878) ainsi que le ruban du Corps Pomerania Greifswald (1877). Il s'engage ensuite comme chirurgien dans l'armée. Trouvant le climat allemand préjudiciable à sa santé, il part pour Alger et Tunis et participe en tant que chirurgien à de nombreuses expéditions d'exploration.
Il est chargé par le roi de Prusse de remettre des cadeaux au sultan du Bornou pour le récompenser de sa bienveillance envers les Allemands. Ce voyage durera cinq ans. Parti de Tripoli en 1869, il traverse la région saharienne du Tibesti et atteint le Bornou en 1871, d'où il repart pour se diriger vers l'Est. Traversant le Baguirmi, le Ouaddaï et le Kordofan, il atteint Khartoum en 1874.
En 1884, il est nommé par le chancelier Otto von Bismarck en Afrique centrale et occidentale comme envoyé spécial pour négocier les annexions territoriales, à bord de la canonnière SMS Möwe. Grâce à ses interventions, le Togoland (actuel Togo) et le Kamerun (actuel Cameroun) deviendront des colonies allemandes. C'est à ce titre qu'il proclame à Luderitz le protectorat allemand sur le Sud-Ouest africain.
Consul itinérant, représentant le Kaiser et le chancelier Bismarck dans tout le golfe de Guinée, de Calabar au Cap Lopez, Nachtigal avalisa et officialisa les traités de 1884 signés avec les rois Duala, instituant ainsi le protectorat allemand. Il avait pris de vitesse le consul britannique Hewett, surnommé Mister Too Late par les Duala, lui aussi venu pour négocier l'implantation britannique, mais arrivé trop tard. Nachtigal fut pour l'Allemagne impériale ce qu'était le consul britannique Beechcraft, au pouvoir victorien, quelques décennies plus tôt dans la baie d'Ambas. Précédant l'installation officielle du premier gouverneur allemand, von Soden, le bref passage à Kamerunstadt du Dr Max Büchner mettra un terme à l'ambassade extraordinaire de Nachtigal.
Il meurt en 1885, au large du cap Palmas au Liberia. Il est inhumé à Douala au Cameroun.
Plusieurs localités du Cameroun ainsi qu'un glacier de la Géorgie du Sud portent son nom.

## Œuvres

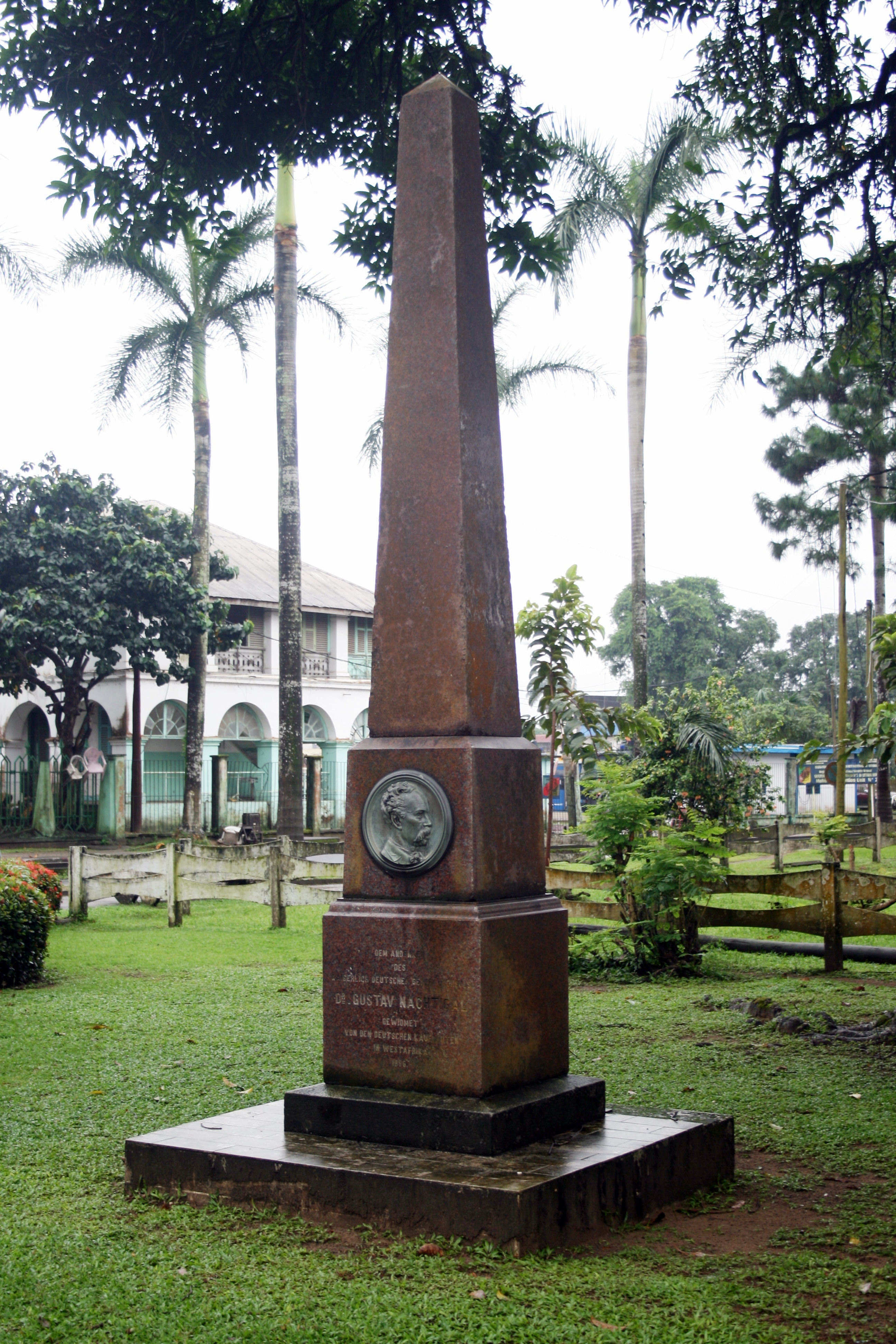
Monument en l'honneur de Gustav Nachtigal au Cameroun.

- Gustav Nachtigal 1869/1969 (édition française), Bonn-Bad Godesberg, 1969

Œuvres
- Saharâ und Sûdân. 2 volumes, Berlin 1879-81, volume III édité par E.Groddeck, Leipzig 1889.

Traduction française
- Nachtigal G., Deux mois au Tibesti, épisodes des voyages en Afrique de M. le docteur Gustave Nachtigal. Traduit de l'allemand par Jules Gourdault. Paris, Hachette, Le Tour du Monde, tome XL, 1880, pp. 305-320 puis 321-336.

- Nachtigal G., Voyage du Bornou au Baguirmi par M. le docteur Gustave Nachtigal. Traduit de l'allemand par Jules Gourdault. Paris, Hachette, Le Tour du Monde, tome XL, 1880, pp. 337-352, puis 353-369, 369-384, 385-400 et 401-416.

- Sahara et Soudan . volume I (seul publié des trois projetés), Paris, 1881

- Le Voyage de Nachtigal au Ouadaï. Traduction complète par M. Joost van Vollenhoven, Paris (sans année, 1903), Bulletin du comité de l'Afrique française (faisant partie du 3e volume de l’édition allemande)